# Геральдична мова
Геральдична мова, блазонування (фр. blasonnement, нім. Blasonierung, італ. blasonatura, ісп. blasonamiento), або Блазон (англ. blazon ) — у геральдиці мистецтво опису герба. Виробився у західноєвропейській культурі для запису та опису зображення на гербах і прапорах. Блазон, за відсутності фотографії і дорожнечі кольорових малюнків, дозволяв описувати текстовим або словесним способом зображення на гербі або прапорі різними методами, завдяки чому зберігалася можливість надалі відтворювати його з достатньою точністю.
Геральдичні описи ще відомі як «блазонування» (від старонімецького «blasen» — «дути в ріг») і беруть початок з епохи середньовічних лицарських турнірів, коли герольд під супровід фанфар зобов'язаний був гучно вигукувати імена, титули, описувати герби, розповідаючи про славних предків і походження учасників змагання.

## Блазон у різних країнах
Терміни геральдичної мови, використовувані англомовними герольдами для пояснення герба, походять від нормандської французької часів Вільгельма Завойовника і хрестових походів, коли складалися правила європейської геральдики. У цей час на північнофранцузькому діалекті розмовляла знать Англії і Франції.
В інших країнах, наприклад у Німеччині, мова якої не піддавався настільки сильному впливу завойовників, геральдична мова ближче до сучасної розмовної.
Хоча геральдична мова, сформована в західноєвропейській культурі, гранично стисла, український опис гербів часом вимагатиме декількох слів, щоб представити складний малюнок, оскільки культура опису гербів в українській мові починається значно пізніше.

## Введення в геральдичну мову

### Порядок опису гербів

Послідовність опису чотиричастного гербового щита

Блазонування — гучноголосний опис на турнірі герба лицаря-учасника. Сучасне значення цього технічного терміна, що потребує заміни на український еквівалент — науковий опис герба в геральдичних термінах.
При блазонуванні спочатку називають колір, потім фігуру на гербі. Про гербовий щит говорять, який він за членуванням — розсічений (смуги йдуть вертикально), пересічений (смуги розташовані горизонтально), скошений праворуч або ліворуч (коли поле розсічене по діагоналі) або інших, складніших перетинах.
Після цього слідує вказівка на зображення, поміщені на гербі: спочатку називається їх місце розташування (в центрі, в правому верхньому куті, в лівому нижньому кутку і т. д.), потім те, що вони собою представляють (емблема, символічний знак, фігура), і їх опис згідно з правилами блазонування гербів.

### Розподіл щита
Лівий (від глядача) бік називається правим, а правий — лівим. Це легко запам'ятати: сторони представляються від лицаря, що несе щит, а не від глядача. Існує безліч способів поділу щита. Наприклад, надвоє щит ділиться по горизонталі (пересічений), по вертикалі (розсічений), по діагоналі зліва направо (скошений праворуч) або справа наліво (скошений зліва). Існують і складніші поділи щита.

### Лінії поділу
Це пряма, плавно вигнута або ламана лінія, що розділяє одноколірне поле простого щита на по-різному забарвлені частини поля або (фігури поділу) щита складного. Незалежно від свого виду лінії поділу — і прямі, і фігурні — можуть мати тільки горизонтальний (перетин), вертикальний (розсічення) і діагональний (скошення) напрямки.

### Тинктури (кольори)
Емалі (фініфті): червлень (червоний), блакить (блакитний, синій), зелень (зелений), пурпур (бордовий, фіолетовий), чернь (чорний). Іноді також використовуються помаранчева, коричнева і деякі інші фініфті, але в українській геральдиці за рідкісним винятком вони не використовуються.
Метали: золото (жовтий) і срібло (білий, іноді сірий).
Хутра: горностаєве і білчине.

### Почесні геральдичні фігури
Ці фігури займали спеціальне місце в геральдиці, звідси термін «почесні». Почесна геральдична фігура, як правило, займає третю частину площі щита. В описі герба дана фігура проголошується першою, безпосередньо після згадування щита.
Як всі первісні поділи ототожнюються з озброєнням і щитом лицаря, так і для кожної з другорядних, складніших геральдичних фігур відшукують підставу в тому ж джерелі, а саме: стовп являє спис лицаря, перев'язь — його перев'язь, пасок — шарф, хрест — меч, край — чоботи, а облямівка і щиток кольчугу і броню.

### Прості гербові фігури
Можуть бути присутніми на гербі як самостійно, так і в групах. Велика їх частина сходить до металевих посилень середньовічного щита.
- Кайма — облямівка навколо краю щита. В іспанській і португальській геральдиці охоплювати зменшені щити близьких родичів. Також див. Бризура.
- Вузька внутрішня облямівка — вузька смуга відокремлює облямівку від основної композиції щита, може нести на собі дрібні символічні прикраси.
- Вільна частина — квадрат або прямокутник у правому верхньому куті щита, розміром менше чверті. Застосовується в гербах міст, де поміщається емблема губернії чи області.
- Клин — трикутник, звичайно використовується групами, а поле описується як «розділене клиноподібно на … частин»
- Сердцевий малий щиток (або «щиток домагання») — розташовується в центрі щита (якщо один), в гербах знаті можуть зустрічатися по декілька щитків.
- Внутрішня облямівка — «фальшивий щиток» або «наскрізний серцеподібний щиток».
- Ромбоподібна фігура — розташована в центрі щита, або торкається кутами стінок, має кілька варіантів: «наскрізний ромб» (облямівка), «просвердлений ромб» (з круглим отвором), «веретено» (витягнутий ромб). Поле щита, повністю замощене ромбоподібними фігурами називається «розділене ромбоподібно», замощене квадратами — «розділене шахово».
- Гонт — центральна прямокутна фігура, що стоїть вертикально. Щит з частим розташуванням гонту називається «всипаний гонтом».
- Дугоподібні боковики — дві аркові дуги з кожного боку щита, починаються коло верхніх кутів щита, основи щита трохи не доходять.
- Ґратчасті сплетіння — у вигляді ромбоподібної облямівки, в яку по діагоналі вплетено дві стрічки, шириною з облямівку. Може застосовуватися як самостійна фігура, але частіше замощує переплетіннями все поле щита, який отримує опис: «покритий ґратами».

### Негеральдичні фігури
Негеральдичні фігури підрозділяються на природні, фантастичні та штучні.
Якщо фігура дивиться праворуч (вліво від глядача), при блазонуванні це ніяк не відзначається. Для фігури, яка дивиться ліворуч (вправо від глядача), додається слово «звернений». Для фігури, яка дивиться на глядача, додається слово «впряму». Якщо фігура рухається в бік і дивиться на глядача, додається «глядячий впряму».
Кожна з поз фігури має свій опис. Наприклад, спрямований у бік лев може бути здибленим, крокуючим, стоячим, сидячим і т. д.

### Назви елементів
- глава
- підніжжя
- стовп
- балка
- перев'яз
- хрест
- косий хрест

### Праворуч і ліворуч
У європейській геральдиці ліворуч і праворуч на гербі визначаються залежно від носія щита, а не глядача. Відповідно геральдичне «ліворуч» буде позначати праворуч на малюнку.